# Zmyślona Parzynowska
Zmyślona Parzynowska – część wsi Parzynów w Polsce położona w województwie wielkopolskim, w powiecie ostrzeszowskim, w gminie Kobyla Góra.
W latach 1975–1998 Zmyślona Parzynowska należała administracyjnie do województwa kaliskiego.
Na jej terenie znajduje się najwyższe wzniesienie Wielkopolski - Kobyla Góra.
W Zmyślonej Parzynowskiej urodził się Józef Królikowski, kawaler Virtuti Militari.